# Melkstand

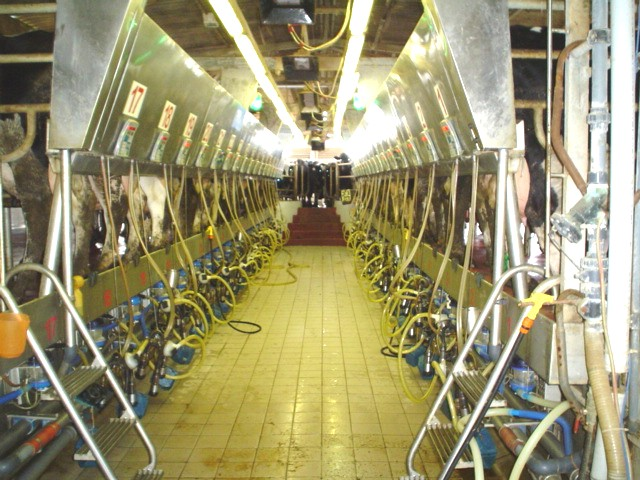
Side-by-Side-Melkstand

Ein Melkstand ist eine Vorrichtung, in der Melkzeuge installiert sind und in der die Tiere gemolken werden.

## Gemeinsamkeiten aller Bauformen
In einem Melkstand lassen sich mehr Kühe in einer kürzeren Zeit melken, als im Anbindestall. Neben Kühen werden auch vermehrt Ziegen in Melkständen gemolken. Melkstände zeichnet aus, dass Melkpersonal vorhanden sein muss und dass die Tiere rund einen Meter höher stehen als das Melkpersonal. Bei Melkständen sind in der Regel die Wände gefliest. Metallgatter steuern den Kuhverkehr und sorgen dafür, dass die Kühe entsprechend den Anforderungen positioniert werden.

## Varianten

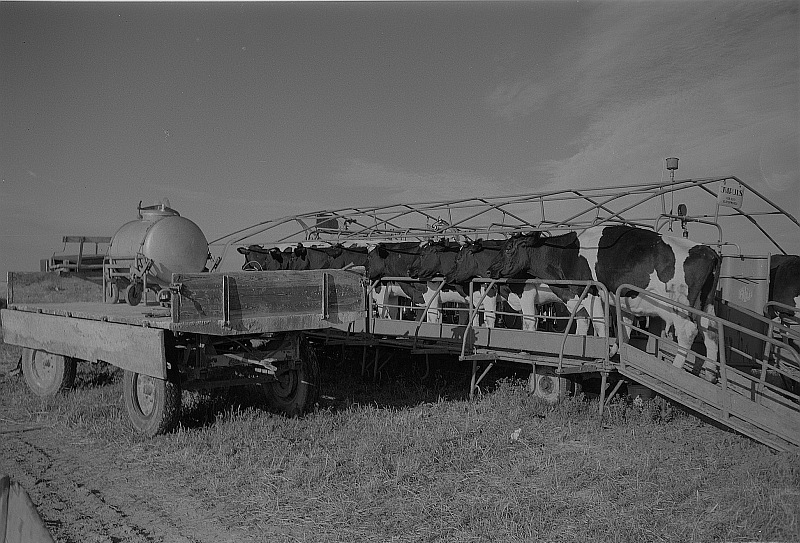
Melkstand um 1962

Melkstände können unterteilt werden nach der Stellung der Tiere im Melkstand:
- Tandem: Das Tier steht parallel zur Melkgrube.
- Parallel (auch: side-by-side): Die Tiere stehen nebeneinander und mit dem Kopf von der Melkgrube weg.
- Fischgräten: Die Tiere stehen schräg zur Melkgrube und mit dem Kopf von der Melkgrube weg.

Ein Weidemelkstand ist unabhängig von der Bauform ein mobiler Melkstand, der ohne Gebäudeanschluss betrieben werden kann.
Die Anzahl der Melkplätze ist unterschiedlich und richtet sich nach der Größe der Herde und der angestrebten Melkzeit.

## Nachteile
Es müssen Gitter vorhanden sein, um die fertig gemolkenen Kühe von denen zu trennen, die noch in den Melkstand hinein müssen. Häufig werden dafür Abtrennungen im Stall genutzt. Von Nachteil ist hierbei, dass Kühe noch in den Liegeboxen verbleiben und von einer zweiten Person geholt werden müssen. Während der Melkzeiten kommt es zu einer eingeschränkten Verfügbarkeit von Luft, Wasser und Platz. Je Melkzeit soll es zu Wartezeiten von maximal einer Stunde kommen, in der Praxis liegen sie manchmal darüber.
Technik zur Erfassung der Milchmengen- und Milchqualitätsmessung müssen für jeden Melkplatz angeschafft werden. Meist kommen bei Betrieben mit 100 Kühen Melkstände mit 10 Plätzen zum Einsatz. Somit ist die Investitionssumme für solche Technik unwirtschaftlicher als diese bei zwei entsprechenden Melkroboter-Plätzen wäre.
Die Melkarbeit im Melkstand belastet den Rücken.

### Fischgrätenmelkstand

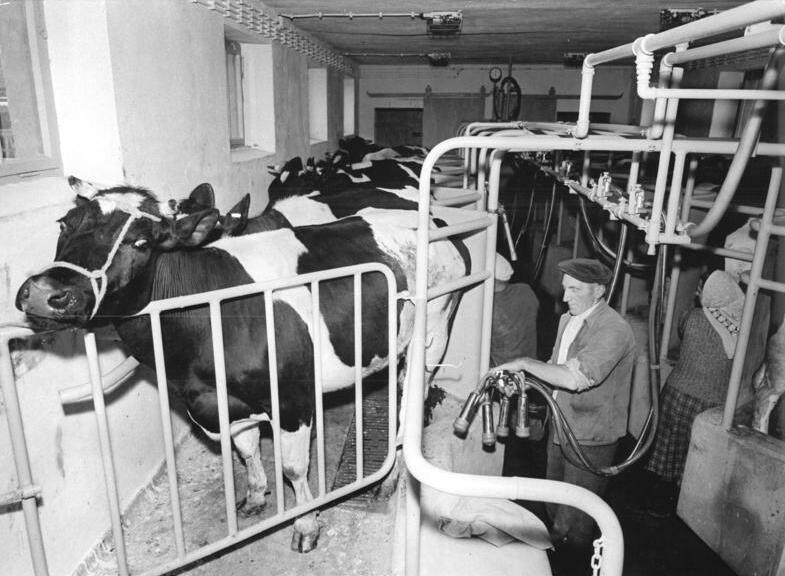
Fischgrätenmelkstand

Beim Fischgrätenmelkstand stehen die Kühe in einem Winkel von rund 30 Grad mit dem Kopf vom Melkstand weg, so dass die Euter sich an der Melkgrube befinden, ohne dass die Kühe zu sehr um die Ecke laufen müssen.
Der Fischgrätenmelkstand kann mit einem Schnellaustrieb bestückt sein, damit die Tiere den Melkstand nach dem Melken zügig verlassen. Man spricht beispielsweise von einer Doppel-Sechser-Fischgräte und meint damit einen Fischgrätenmelkstand, bei dem an beiden Seiten der Melkgrube je sechs Melkplätze mit je einem Melkzeug sind. Seltener verwendet werden Polygon- oder Trigonmelkstände welche Sonderbauformen des Fischgrätenmelkstands darstellen. Ein Polygon-Melkstand hat rautenförmig je 4 Melkplätze angeordnet. Ein Trigonmelkstand ist von oben gesehen dreieckig mit unterschiedlichen Kuhzahlen an jeder Seite. Dadurch können drei verschiedene Arbeiten wie Melken, Vorbereiten und Austreiben abwechselnd ausgeführt werden, ohne dass es zu Leerlaufzeiten kommt.

### Side-by-Side
Beim Side-by-Side Melkstand stehen die Kühe im 90-Grad-Winkel von der Melkgrube weg. Der Melker hat zwischen die Hinterbeine hindurch Zugang zum Euter. Der Side-by-Side Melkstand wird auch Parallelmelkstand genannt.

### Tandemmelkstand

Skizze eines Tandemmelkstandes

Beim Tandemmelkstand (auch Auto-Tandem) stehen die Kühe längs zur Melkgrube hintereinander. Wie bei einem Tandemfahrrad blicken die Kühe in dieselbe Richtung. Durch spezielle Tore hat jedes Tier seine eigene Box, was das Melken in einem Betrieb mit älteren und schwachen Kühen erleichtert. So können Staus im Melkstand vermieden werden. Im herkömmlichen Melkstand müssten die anderen Tiere warten, bis die letzte Kuh ausgemolken ist, im Tandemmelkstand gibt es in diesem Fall kein Problem. Die Wege für den Melker sind allerdings sehr lang und das Euter kann nur von der Seite aus erreicht werden. Von Vorteil ist, dass die Kühe freien Blick auf die Melkgrube haben. Dadurch wird vereinzelt beobachtet, dass sich die Kühe ruhiger verhalten.

### Swing-Over

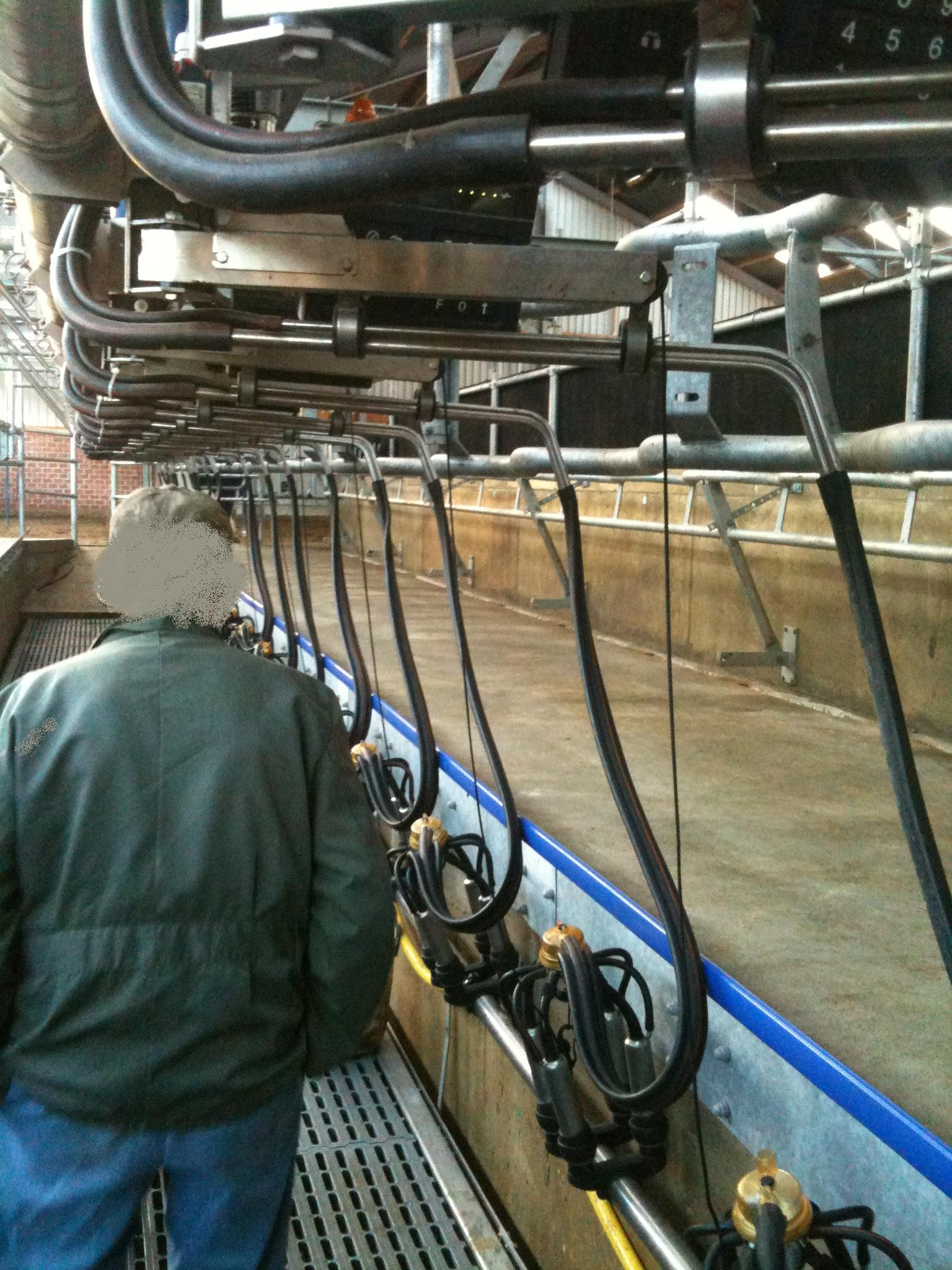
Swingover Melkstand

Wenn je Standplatzpaar auf den gegenüberliegenden Seiten nur ein Melkzeug vorhanden ist, bezeichnet man dies als Ausstattung mit Wechselmelkzeug oder Swing-Over-Melkstand. Die Stellung der Kühe kann bei dieser Bauart verschieden sein. Ein Swing-Over erspart zwar etwas an den Investitionskosten, verringert aber auch die Zahl gemolkener Kühe je Stunde gemessen an der Anzahl Standplätze. Die Melkzeuge sind an einem beweglichen Arm befestigt und schwenken per Knopfdruck auf die andere Seite der Grube. Die Melkleitung ist dabei oberhalb des Melkers verlegt. Als nachteilig wird beschrieben, dass es zwischen der Stimulation der Kühe und der Verfügbarkeit eines Melkzeuges bis zu 3 Minuten dauern kann. Somit flaut die Oxytocin-Freisetzung wieder ab. Wie bei den Rohrmelkanlagen kommt es auch hier zu geänderten Milchflusskurven durch die hochverlegte Melkleitung. So sind der höchste Milchfluss (HMF), das höchste Minutengemelk (HMG) und das durchschnittliche Minutenhauptgemelk (DMHG) signifikant niedriger als in konventionellen Melkständen, da es zu einer Verlängerung der Hauptmelkphase kommt.

### Melkkarussell

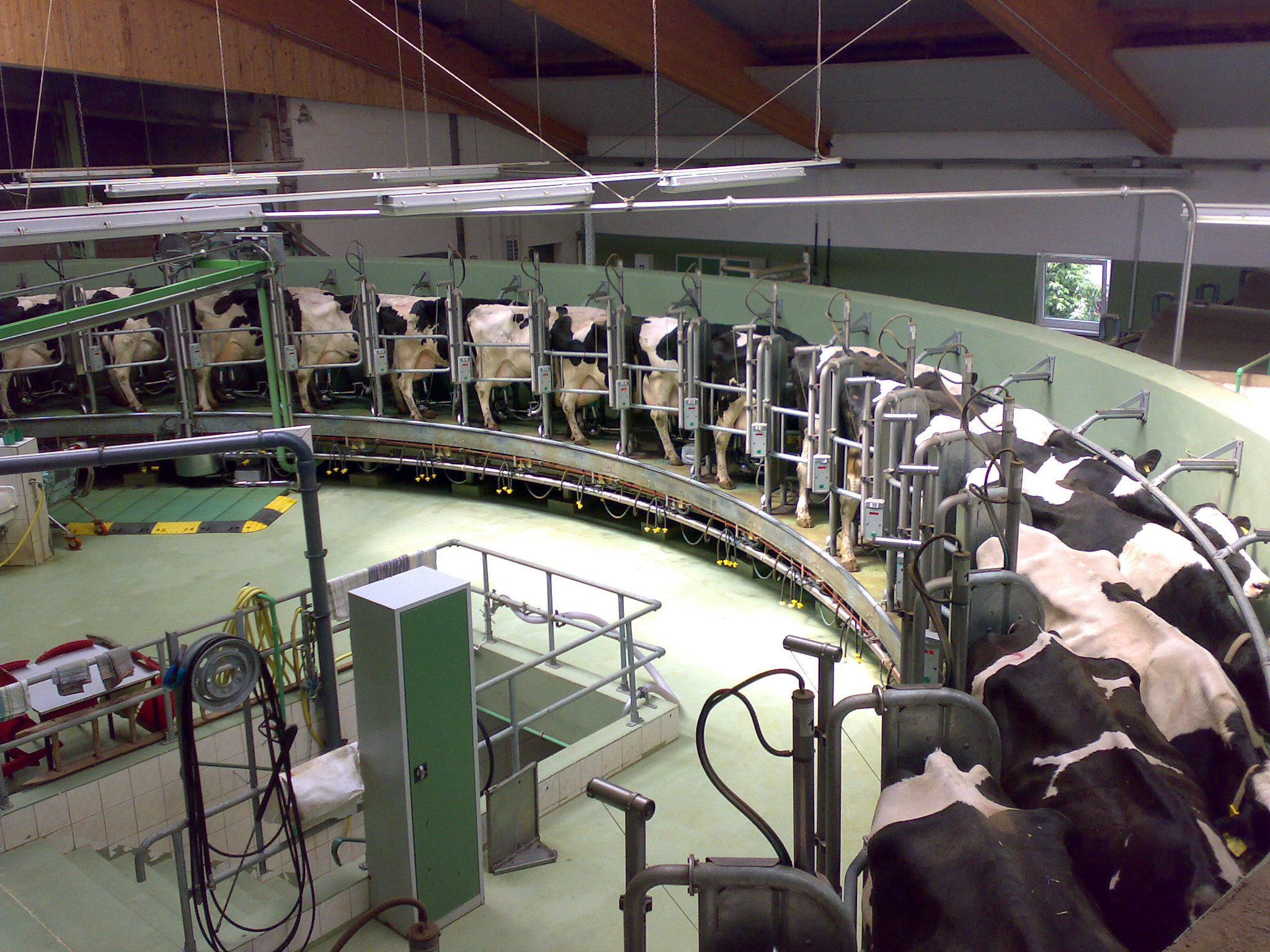
Melkkarussell, Innenmelker, das heißt, das Melkpersonal steht in der Mitte, die Kühe stehen mit dem Kopf nach außen.

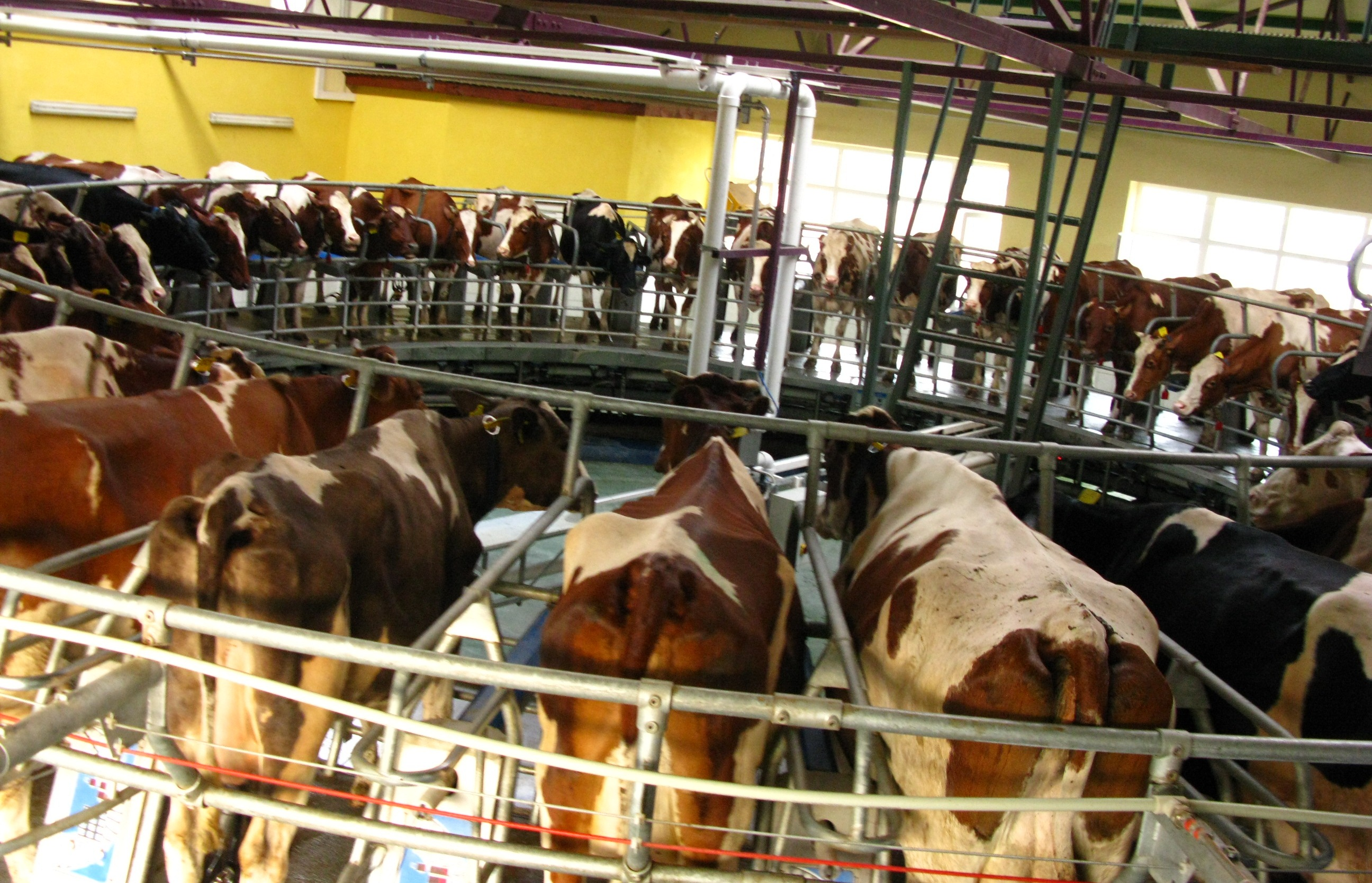
Melkkarussell, Außenmelker, das Melkpersonal steht außerhalb

Bei einem Melkkarussell betritt das Tier eine rotierende Plattform, an der die Melkzeuge installiert sind.
Nach dem Melken hat sich das Karussell um eine Dreiviertelumdrehung gedreht und kann dann wieder verlassen werden.
Ein Melkkarussell eignet sich nur für größere Herden mit mehr als 100 Tieren. Man benötigt einen gut gestalteten Warteraum, damit die Tiere möglichst ohne Treibhilfe zum Melkplatz kommen. Die Stellung der Tiere am Platz kann unterschiedlich sein.
Der Melker kann inner- oder außerhalb des Karussells arbeiten. Außerhalb hat den Vorteil, dass er bei Störungen oder wenn man Tiere zum Melkstand treiben muss, schnell da ist und man dafür nicht eine zusätzliche Person bereithalten muss. Jedoch ist bei einem Innenmelker eine bessere Übersicht über die Tiere gewährleistet. Der Melker kann sich hier um Störungen, z. B. abgefallene Melkzeuge kümmern – dies bemerkt er beim „Außenmelker“ meist gar nicht.

## Automatisierung

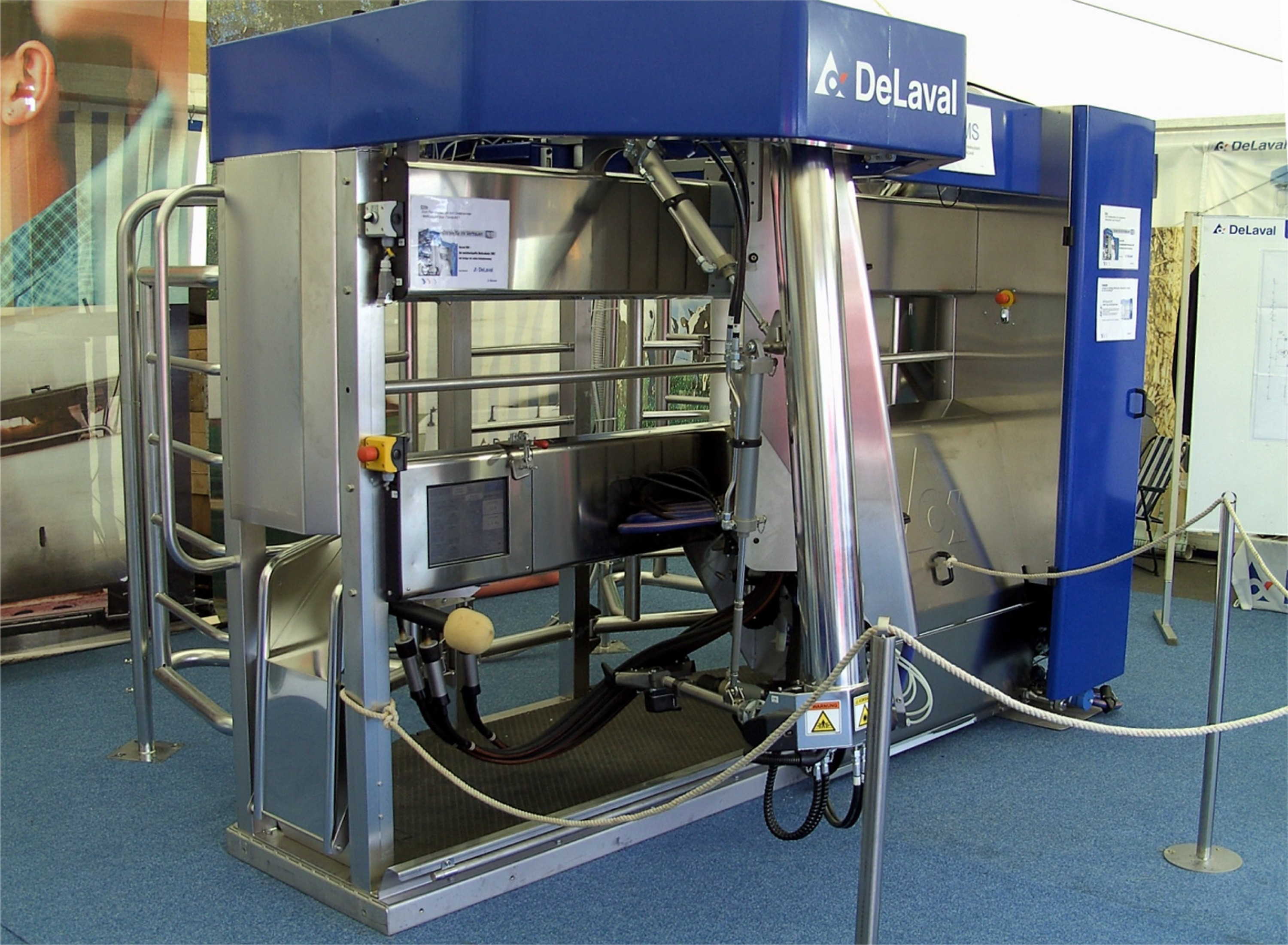
Automatisches Melksystem

Melkstände können mit arbeitserleichternden Zusätzen ausgerüstet sein. Die Stimulation des Milchflusses kann automatisiert werden, ebenso die Abnahme der Melkzeuge und das Nachmelken.
Der Einsatz von elektronischen Erkennungssystemen (Transponder) erlaubt die tierindividuelle Erkennung und eine erweiterte Datenverarbeitung. Durch die Erkennung des Tieres können die Melkergebnisse individuell gespeichert werden. In einem Herdenmanagementprogramm können dann am PC schwankende Milchinhaltsstoffe beobachtet, analysiert und ausgewertet werden. Ebenfalls können am Melkplatz zusätzliche Informationen für das Melkpersonal angezeigt werden. Werden sogenannte Pedometer eingesetzt, kann von den Tieren auch die Bewegungsaktivität erfasst und gespeichert werden. Dies dient der Brunstbeobachtung.
Die Erkennungssysteme werden als Durchlauferkennung oder Einzelplatzerkennung gebaut. Bei der Durchlauferkennung wird der Sensor an einem Eingangstor montiert. Eine Erkennung je Melkplatz erhöht die Sicherheit beim Auslesen, ist aber aufgrund des erhöhten Aufwands wesentlich teurer.